# Ulak Pandan (Merapi Barat)
Ulak Pandan is een bestuurslaag in het regentschap Lahat van de provincie Zuid-Sumatra, Indonesië. Ulak Pandan telt 2211 inwoners (volkstelling 2010).